# Sfären

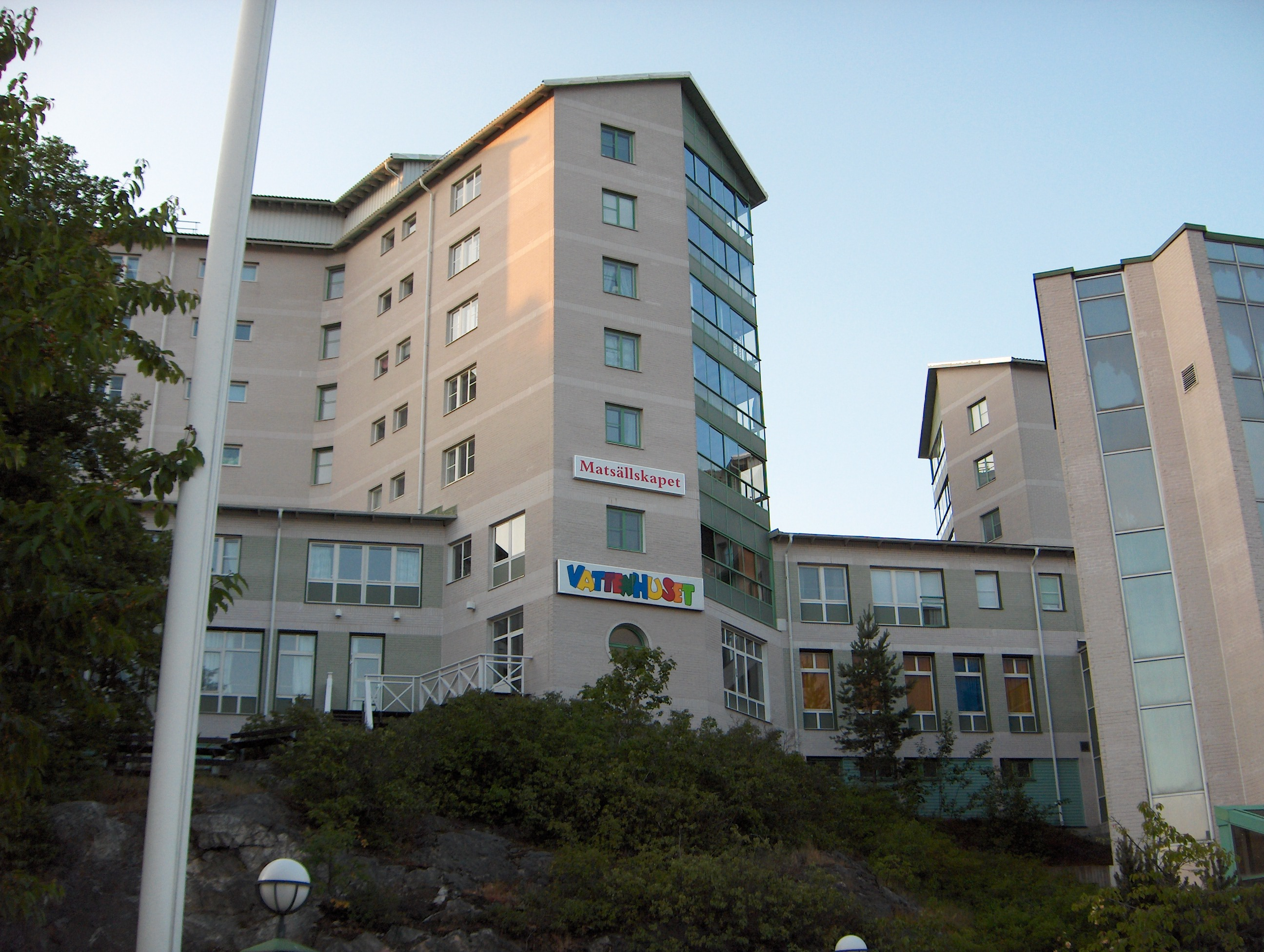
Ett av husen som uppförts av Evangeliska Brödraförsamlingen.

Sfären även kallad Himlabacken är ett bostadsområde i Bergshamra inom Solna kommun, strax bredvid Ålkistan och med gatuadress Himlabacken. Området är byggt 1989-91.

## Historik

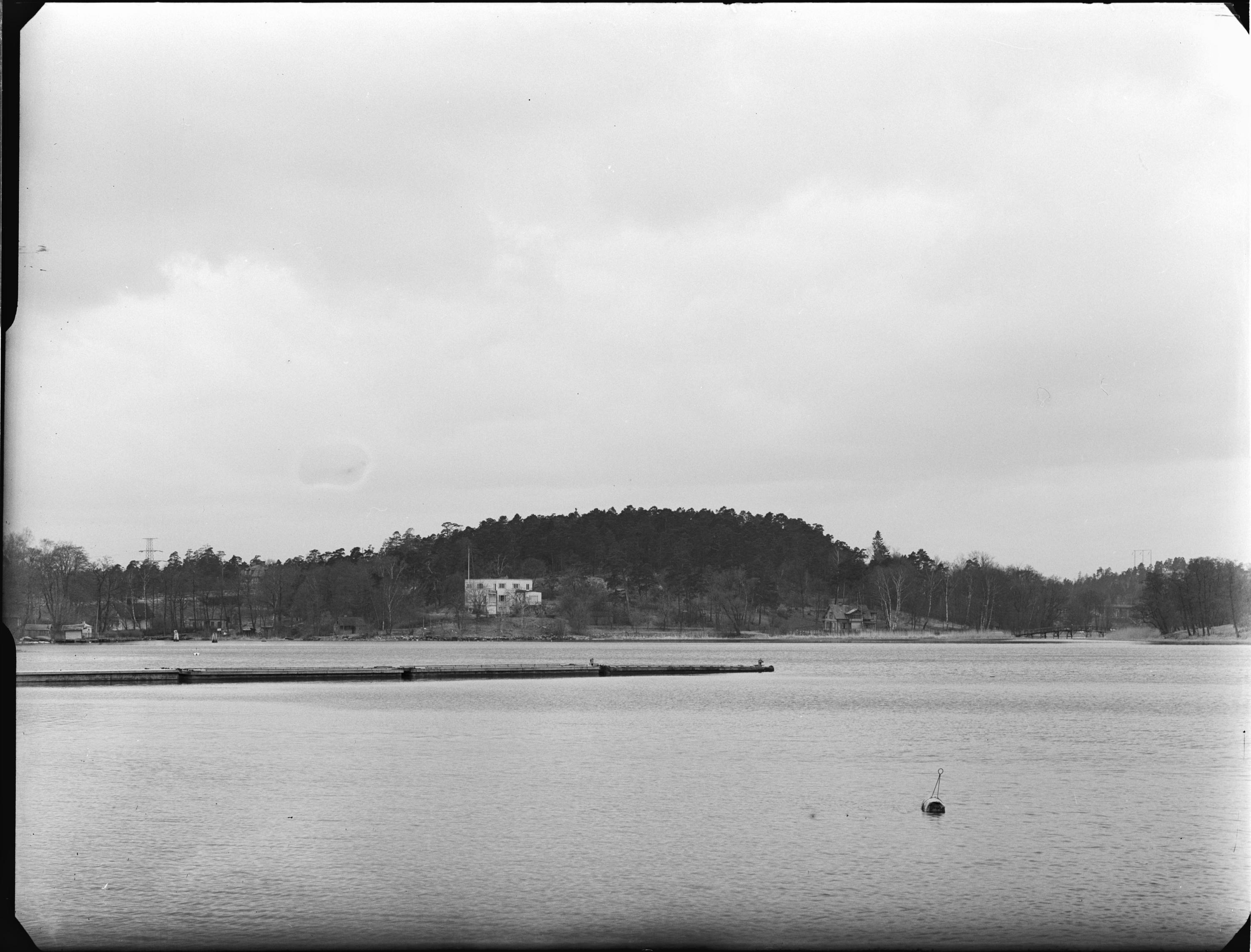
Foto taget från Lilla Värtan mot Ålkistan 1953.

På 1950-talet var berget som bostadsområdet ligger på tänkt att bebyggas för Skandias (senare IF:s) nya huvudkontor. Men den blev istället uppförd 1984–1987 vid  Bergshamraleden.
Evangeliska Brödraförsamlingen, som är en herrnhutisk kristen församling byggde detta stjärnhusområde 1989-91 för ca 260 hushåll. Arkitekter var BLP Arkitekter AB/S.O. Larsson samt E. Kungs och G. Sjögren, landskapsarkitekt Sture Koinberg, EBF fastigheter. De nio husen ligger på en höjd, med en kyrka i centrum. Bostäderna är indelade i tre olika grupper; Glädjen för de som är under 40 år, Friheten för de som är mellan 40 och 60 och för de äldre finns området Tryggheten. Från början var tanken att försäkringsbolaget Skandia skulle uppföra sitt huvudkontor på berget. Men den blev istället uppförd en bit nordväst vid Bergshamraleden. 
Väster om bostadsområdet på ett mindre berg med utsikt över Norrtäljevägen finns det en stensättning från järnåldern, en båtmansgrav (se Lista över fornlämningar i Solna kommun).